# Lukestar
Lukestar war eine norwegische Rockband aus Oslo.

## Biografie
2002 veröffentlichte die Band eine erste EP und zwei Jahre später die LP Alpine Unit. Ihren Durchbruch hatten sie 2008 mit dem Album Lake Toba, das mit einem Spellemannprisen, der höchste norwegische Musikpreis, für das Rockalbum des Jahres ausgezeichnet wurde. Das Album wurde anschließend unter anderem auch in Deutschland, den USA und Japan veröffentlicht und die Band hatte Auftritte in vielen Ländern. Der große Erfolg blieb jedoch aus und das Album kam auch nicht in die norwegischen Charts. Anders als ihr drittes Album Taiga, mit dem es Lukestar bis auf Platz 22 der norwegischen Albumcharts schafften. Jedoch beschlossen sie nur wenig später ihre Auflösung und gaben Ende August 2012 ihre Abschiedskonzerte. 
Nach dem Aus der Band startete Sänger Truls Heggero eine Solokarriere.

## Mitglieder
- Truls Heggero
- Marius Ergo
- Yngve Hilmo
- Jørgen Smådal Larsen
- Emil Høgseth

## Diskografie
Alben
- Alpine Unit (2004)
- Lake Toba (2008)
- Taiga (2011)